# 3578 Carestia
3578 Carestia este un asteroid din centura principală, descoperit pe 11 februarie 1977 de Felix Aguilar Obs..